# دوبال‌میوه شانه‌ای
دوبال‌میوه شانه‌ای (نام علمی: Dipterocarpus humeratus) نام یک گونه از سرده دوبال‌میوه‌ها است.